# Мишел Џотодија
Мишел Ам-Нондокро Џотодија (фр. Michel Am-Nondokro Djotodia; Вакага, 1949) је централноафрички и војни вођа, који је од 24. марта 2013. 5. председник Централноафричке Републике након што је Франсоа Бозизе напустио ту функцију под нападом побуњеничких снага.

## Биографија
Рођен је 1949. године у Вакаги. Радио је као конзул у суданском граду Њала. Био ње председник Савеза демократских снага за јединство и Групе патриотске акције за ослобођење Централноафричке Републике током грађанског рата у ЦАР-у (2004—2007). Током рата је живео у егзилу у Бенину. Новембра 2007. ухапсила га је бенинска влада на захтев Франсоа Бозизеа, али је био пуштен на слободу у фебруару 2008. године након што је пристао да учествује у мировним преговорима са владом ЦАР-а.
Џотодија је од децембра 2012. вођа побуњеничке групе Селека, након што су њени борци у веома кратком року заузели велике делове Централноафричке Републике. Бозизе је на мировним преговорима у јануару 2013. пристао да за премијера постави опозиционара Николаса Тјангаја и побуњенике укључи у владајуће структуре државе. Дана 3. фебруара 2013. биле је формирана Влада националног јединства чији су чланови били Бозизеови људи, припадници опозиције и Џотодијини побуњеници. Џотодија је тада добио кључну функцију првог заменика министра националне одбране.

### Председник
Мировни споразум је пропао у марту 2013. након што су борци Селеке наставили са ратовањем, оптуживши Бозизеа да се није држао одредби из споразума. Побуњеници су у главном граду Бангију задржали пет министара из својих редова, укључујући и Џотодију. Побуњеници су након неколико дана освојили главни град, док су Бозизе и његова породица пребегли у ДР Конго. Џотодија се затим прогласио за новог председника. Поручио је да за државу сада следи трогодишњи транзициони период ка новој влади, али да Тјингај и даље остаје премијер ЦАР-а.
Највиши војни заповедници признали су Џотодију за новог председника 28. марта, а нова влада на челу с Тјангајеом формирана је 31. марта.
Афрички лидери су на састанку у Чаду 3. априла одлучили да не признају Џотодију за новог председника и уместо тога предложили да се формира прелазна влада која мора да одржи изборе за 18 месеци (уместо за 3 године, по Џотодијину предлогу). Џотодија је пристао на њихов предлог и 6. априла потписао закон по којем ће прелазно веће деловати као прелазна влада. Влада, састављена од 105 чланова, изабрала је 16. априла Џотодију за председника државе у транзиционом периоду. Није било противкандидата.
Пошто насиље у земљи није јењавало, Џотодија је под притиском регионалних вођа и међународне заједнице дао оставку на место председника 10. јануара 2014. године. Наредног дана отишао је у егзил у Бенин. Функцију вршиоца дужности председника преузео је Александр-Фердинан Нгенде.